# 杉浦六右衛門 (8代目)
杉浦 六右衛門（すぎうら ろくえもん、8代目、1909年4月16日 - 1995年5月28日）は、日本の経営者。小西六写真工業(現在のコニカミノルタ)社長、会長を務めた。東京都出身。

## 経歴
1934年に慶應義塾大学経済学部を卒業し、同年に小西六写真工業に入社。
1941年に社長に就任し、1968年4月までに務めた。
1955年に紺綬褒章を受章。
1995年5月28日肺炎のために死去。86歳没。